# Vincent Manceau
Vincent Manceau (Angers, 10 luglio 1989) è un calciatore francese, centrocampista dell'Olympique Saumur.

## Caratteristiche tecniche
È un centrocampista difensivo che può essere adattato a terzino destro.

## Statistiche

### Presenze e reti nei club
Statistiche aggiornate al 23 maggio 2021.
| Stagione        | Squadra         | Campionato      | Campionato | Campionato | Coppe nazionali | Coppe nazionali | Coppe nazionali | Coppe continentali | Coppe continentali | Coppe continentali | Altre coppe | Altre coppe | Altre coppe | Totale | Totale |
| Stagione        | Squadra         | Comp            | Pres       | Reti       | Comp            | Pres            | Reti            | Comp               | Pres               | Reti               | Comp        | Pres        | Reti        | Pres   | Reti   |
| --------------- | --------------- | --------------- | ---------- | ---------- | --------------- | --------------- | --------------- | ------------------ | ------------------ | ------------------ | ----------- | ----------- | ----------- | ------ | ------ |
| 2008-2009       | Angers          | L2              | 4          | 0          | CF+CdL          | 0               | 0               | -                  | -                  | -                  | -           | -           | -           | 4      | 0      |
| 2009-2010       | Angers          | L2              | 8          | 0          | CF+CdL          | 0               | 0               | -                  | -                  | -                  | -           | -           | -           | 8      | 0      |
| 2010-2011       | Angers          | L2              | 29         | 0          | CF+CdL          | 2+0             | 0               | -                  | -                  | -                  | -           | -           | -           | 31     | 0      |
| 2011-2012       | Angers          | L2              | 23         | 0          | CF+CdL          | 0+1             | 0               | -                  | -                  | -                  | -           | -           | -           | 24     | 0      |
| 2012-2013       | Angers          | L2              | 29         | 1          | CF+CdL          | 0+2             | 0               | -                  | -                  | -                  | -           | -           | -           | 31     | 1      |
| 2013-2014       | Angers          | L2              | 29         | 0          | CF+CdL          | 4+1             | 0               | -                  | -                  | -                  | -           | -           | -           | 34     | 0      |
| 2014-2015       | Angers          | L2              | 33         | 1          | CF+CdL          | 0+2             | 0               | -                  | -                  | -                  | -           | -           | -           | 35     | 1      |
| 2015-2016       | Angers          | L1              | 27         | 0          | CF+CdL          | 1+0             | 0               | -                  | -                  | -                  | -           | -           | -           | 28     | 0      |
| 2016-2017       | Angers          | L1              | 33         | 1          | CF+CdL          | 5+0             | 0               | -                  | -                  | -                  | -           | -           | -           | 38     | 1      |
| 2017-2018       | Angers          | L1              | 33         | 0          | CF+CdL          | 1+1             | 0               | -                  | -                  | -                  | -           | -           | -           | 35     | 0      |
| 2018-2019       | Angers          | L1              | 31         | 1          | CF+CdL          | 1+1             | 0               | -                  | -                  | -                  | -           | -           | -           | 33     | 1      |
| 2019-2020       | Angers          | L1              | 21         | 0          | CF+CdL          | 3+0             | 0               | -                  | -                  | -                  | -           | -           | -           | 24     | 0      |
| 2020-2021       | Angers          | L1              | 27         | 0          | CF              | 3               | 1               | -                  | -                  | -                  | -           | -           | -           | 30     | 1      |
| Totale carriera | Totale carriera | Totale carriera | 327        | 4          |                 | 25              | 1               |                    | -                  | -                  |             | -           | -           | 352    | 5      |